# ORF 1
Az ORF 1 osztrák közszolgálati országos televíziós csatorna. Ausztriában elsőként kezdte meg sugárzását televíziós csatornaként, 1955-ben. A csatorna az ORF tulajdonában áll, az ország második legnagyobb nézettségét produkálja testvércsatornája, az ORF 2 után.
Az ORF 1 a négy osztrák közszolgálati csatorna egyike. Költségvetését vegyesen fedezi reklámbevételekből és közpénzből. A német közszolgálati televíziós csatornákkal ellentétben az ORF tulajdonú csatornák nem szabadon foghatóak az egész országban, így az ORF 1 is kódolt csatorna.
Általános szórakoztató jellegéből kifolyóan kínálatában főként amerikai, német és osztrák filmek és televíziós sorozatok találhatóak, illetve sportközvetítések.
A csatorna számos magyar, főként nyugat-dunántúli kábelszolgáltató kínálatában elérhető.

## Logói

– 1992. október 26.
1992. október 27. – 2000. október 5.
2000 október 5. – 2005 augusztus 16.
2005. augusztus 16. - 2011. január 8.
2008. június 2. – 2011. január 8.
2011. január 8. – 2019. április 26.
2011. január 8. – 2019. április 26.
2019. április 26. –
2019. április 26. –

## Fordítás
Ez a szócikk részben vagy egészben  az   ORF 1 című angol Wikipédia-szócikk ezen változatának fordításán alapul.  Az eredeti cikk szerkesztőit annak laptörténete sorolja fel. Ez a jelzés csupán a megfogalmazás eredetét és a szerzői jogokat jelzi, nem szolgál a cikkben szereplő információk forrásmegjelöléseként.